# VU-meter

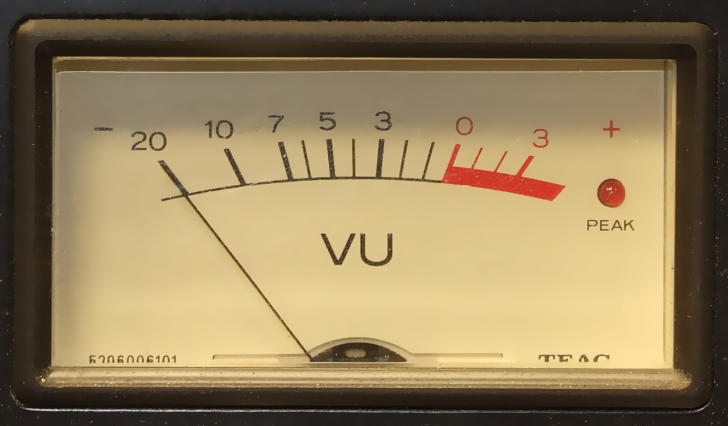
Een VU-meter met draaispoelmeter.

Elektrisch signaal (grijs) en resulterende uitslag van de VU-meter (zwart). Tijd in seconden.

Een VU-meter is een meter die de sterkte van een signaal weergeeft in volume units (volume-eenheden).
Er zijn twee soorten VU-meters; analoge en digitale. Analoge VU-meters werken door middel van een draaispoelmeter met een naald die over een wijzerplaat beweegt. Digitale VU-meters werken meestal met een gekleurd rijtje leds, maar soms ook met een VFD of een lcd. 
Sommige digitale VU-meters kunnen de pieken vasthouden, er blijft dan voor ongeveer één seconde een balkje of ledje op het maximale niveau staan en valt daarna weer terug.
VU-meters worden gebruikt in audio-apparatuur zoals cassetterecorders en bandrecorders. Het doel is om de gebruiker een indicatie te geven van de sterkte van een op te nemen signaal zodat die optimaal ingesteld kan worden (een te laag niveau geeft een nodeloze verslechtering van de signaal-ruisverhouding, een te hoog niveau geeft vervorming van het geluid).